# Département Sécurité et Information
 (décembre 2017).
Si vous disposez d'ouvrages ou d'articles de référence ou si vous connaissez des sites web de qualité traitant du thème abordé ici, merci de compléter l'article en donnant les références utiles à sa vérifiabilité et en les liant à la section « Notes et références ».
 (juillet 2018).
Pour les articles homonymes, voir DSI.
Le Département Sécurité et Information (DSI) est une structure créée en mars 1943 au sein du mouvement rexiste pour aider les polices allemandes à contenir la vague d'opposition aux mesures de l'occupant qui se développe alors à Bruxelles et en Wallonie. 
Elle a d'abord pour tâche de ficher et surveiller les opposants politiques, les résistants supposés et les réfractaires au travail obligatoire en Allemagne, ainsi que de transmettre les renseignements récoltés aux polices allemandes. Mais très rapidement, les membres du DSI se livrent à des exactions et se mettent à arrêter, voire à torturer, les individus qu'ils considèrent comme suspects.

## Recrutement
Le responsable du DSI, Charles Lambinon, recrute les membres de son département en marge du monde collaborationniste. La plupart des agents sont peu attachés à la cause rexiste et témoignent d'une moralité douteuse. Les polices allemandes finiront d'ailleurs par voir d'un mauvais oœil la violence, l'inefficacité et la corruption qui règnent dans les différentes brigades.

## Les Brigades
Les agents du DSI sont répartis en différentes brigades : la brigade Z à Bruxelles, la brigade A ou bande Duquesne à La Louvière, la brigade B ou police Merlot à Charleroi, la brigade C à Huy, la brigade D à Liège, la brigade E à Braine-l'Alleud et la brigade F ou bande Laitat à Mons. Ces implantations correspondent à des zones où la violence, en particulier contre les collaborateurs, s'est particulièrement intensifiée depuis 1942. Mais l'introduction de milices collaboratrices prêtes à une répression musclée dans des régions déjà agitées va encore exacerber la spirale de la violence.

### La brigade Z (Bruxelles)
S'attelant initialement à la recherche des suspects aux côtés des polices allemandes, la brigade Z se transforme rapidement, sous la direction de Charles Lambinon et de Jules Franken, ancien inspecteur de la Police judiciaire dévoyé, en une unité de police mercenaire. Elle se spécialise en particulier dans la poursuite des Juifs prospères, qu'elle extorque. Ces agissements conduisent à l'arrestation des plusieurs de ses membres par la Feldgendarmerie en août 1943.
À partir de mai 1944, la brigade Z, alors composée de 15 membres, est autorisée à pratiquer des arrestations. Sous le contrôle direct de Lambinon, la brigade désormais constituée de quinze agents, opère de façon particulièrement brutale. Composée d'employés, et dans une moindre d'ouvriers et de commerçants attirés par la perspective de gains aisés, elle pratique surtout l'extorsion de fonds.

### La brigade D (Liège)
À l'été 1943, Jules Franken est chargé d'organiser un service d'enquête régional à Liège. Ce service est destiné à aider les polices allemandes dans leurs investigations. Le rayon d'action de la brigade couvre la ville ainsi que l'arrondissement de Liège. la plupart de ses membres appartiennent au corps de la police communale ou aux gardes du corps du bourgmestre rexiste Albert Dargent. Son élément le plus dangereux est cependant Jean Pirmolin, ancien sous-officier de la Légion Wallonie.
Si, à ses débuts, la brigade se contente de faire des enquêtes sur les nombreux faits dénoncés par les familles rexistes, elle opère bientôt pour son propre compte en se livrant au trafic de timbres de ravitaillement. À l'été 1943, elle commet plusieurs vols à main armée et un triple meurtre. Dès lors compromise aux yeux des autorités belge et allemande, la brigade est dissoute, pour être remplacée fin novembre 1943 par une seconde équipe, dirigée par Remi Fisette. Composée exclusivement de légionnaires wallons, dont Jean Pirmolin, elle se livre à de nombreuses exactions et arrestations illégales jusqu'à l'arrestation de Fisette et la dissolution de l'équipe le 1er février 1944. Deux agents de la brigade Z sont alors détachés pour que l'unité liégeoise puisse continuer ses activités jusqu'à la fin de l'occupation.

### La brigade A (La Louvière)
En juillet 1943, une brigade mobile composée d'agents de la police communale de La Louvière est mise sur pied pour rechercher et appréhender les auteurs des actes de sabotage sur le territoire du Grand La Louvière, et les remettre aux mains des autorités allemandes.Grâce à ses bons rapports avec l'occupant et ses fonctions au sein de Rex, Edgard Duquesne est nommé chef de cette brigade  et plusieurs agents communaux sont officiellement chargés de le seconder. Une des premières tâches de la brigade est de démanteler les cellules communistes de la région et de pourchasser les réfractaires. Rex décide ensuite d'annexer formellement la brigade au DSI, tout en lui garantissant une certaine indépendance. Fort de ses appuis, Duquesne obtient l'accord de la Sipo-SD de Charleroi pour opérer des arrestations dans toute la région du Centre.
À partir d'avril 1944, les opérations se multiplient. On pratique les vols à main armée ainsi que la torture. Des dizaines d'arrestations sont opérées et quatre personnes sont tuées par les 22 recrues de la brigade condamnées pour port d'armes. À l'exception du chef de la brigade Edgard Duquesne, que l'on peut considérer comme un idéaliste déçu et qui est le seul à disposer d'un niveau d'étude relativement élevé, les recrues proviennent de la lie de la société. Violence, brutalité et comportements immoraux constituent la norme.

### La brigade B (Charleroi)
À Charleroi, la brigade se présente officiellement comme une section de la police communale, composée d'agents de police auxiliaire spécialement chargés de la répression de la fraude en matière de ravitaillement. Cette brigade est appelée police Merlot, du nom de l'échevin du Grand Charleroi Henri Merlot, responsable de la section Sécurité et Information de la ville. Les prémisses de la section datent du second semestre de 1942, mais elle multiplie surtout les activités à partir de mai 1943, moment à partir duquel Jacques Debry est promu chef de l'unité. La police Merlot participe à des rafles; elle aide aussi la Geheime Feldpolizei en participant à de nombreuses enquêtes. Au total, son activité entraînera 138 arrestations, dont 12 mèneront à la mort.
Les recrues (36 membres au total) proviennent de milieux sociaux plutôt défavorisés - petits employés d'administration, ouvriers, travailleurs manuels, commerçants sans clientèle et chômeurs -, et leur degré d'instruction est particulièrement faible. Ils échouent là poussés par la misère, la volonté de trouver ou de garder un emploi, l'esprit de lucre ou encore pour échapper au travail obligatoire. Tout comme à La Louvière l'incorporation à la brigade est le point final d'un parcours collaborationniste déjà bien rempli.

### La brigade F (Mons)
Créée le 13 mars 1944, la brigade F est rapidement dirigée par Jean Laitat, rexiste de la première heure, échevin des Travaux publics et des Réquisitions de Mons. Elle est composée de 9 agents et de 2 dénonciatrices attitrées. Comme pour les autres brigades, le niveau social des recrues est peu élevé et leur moralité, très douteuse. Peu de détails ont filtré sur son activité.

### Les autres brigades
Charles lambinon met également sur pied deux autres brigades. Il s'agit de la brigade E à Braine-l'Alleud (2 membres) et de la brigade C à Huy (5 membres). Une unité sera également théoriquement formée à Namur (brigade G), mais elle n'aura jamais d'existence réelle.